# Franzenia irrorata
Franzenia irrorata is een insect uit de familie van de mierenleeuwen (Myrmeleontidae), die tot de orde netvleugeligen (Neuroptera) behoort. 
Franzenia irrorata is voor het eerst wetenschappelijk beschreven door Esben-Petersen in 1929.